# Francis John Turner
Francis John Turner (10 avril 1904 - 21 décembre 1985) est un géologue néo-zélandais. 

## Biographie
Il obtient son BSc et son MSc à l'Auckland University College. Il travaille avec le New Zealand Geological Survey et en 1926, il devient professeur de géologie à l'Université d'Otago.
À Otago, il s'intéresse au métamorphisme et étudie les roches métamorphiques inexplorées de l'île du Sud sur lesquelles il obtient son doctorat en 1934 à l'Université de Nouvelle-Zélande. Son application et son expansion du concept de faciès métamorphique de Pentti Eskola conduisent à sa publication de Mineralogical and Structural Evolution of Metamorphic Rocks, le livre qui établit sa position dans le domaine de la pétrologie et a une grande influence sur une génération de géologues.
En 1946, il accepte un poste à l'Université de Californie à Berkeley. À Berkeley, il acquiert un aperçu des études expérimentales de la pétrologie et de la géochimie. Il collabore ensuite avec John Verhoogen sur l'ouvrage classique Igneous and Metamorphic Petrology publié en 1960. Il est l'auteur de quatre-vingts articles techniques et de six manuels sur la pétrologie métamorphique, ignée et structurale. Il prend sa retraite de Berkeley en 1971.